# Дикей
Дикей (на гръцки: δικαῖος – в превод „справедлив“) е изборен ръководител и настоятел на монашеска община в атонските скитове.
В общежителните скитове дикеят се избира пожизнено. В отделножителните скитове се избира за срок от 1 година от общо събрание на монасите на скита, което ежегодно се провежда на 8 май. Дикеят има определена представителна и административна власт, но всички важни решения се приемат от него заедно със съветниците му – от 2 до 4 души в различните скитове.
Дикеят е длъжен да следи за вътрешния ред в скита, най-вече за приема на поклонници, извършването на служби и богослужения в църквата на скита и наблюдение за поведението на братята и спазването на монашеското послушание. Сред задълженията е и съхранението на светините и реликвите на скита, получени от предшественика по опис в присъствието на представители на господстващия манастир. Дикеят води отчетни книги, по които се отчита при прекратяване на мандата му. Дикеят съхранява и ползва за нуждите на поклонниците и братята хазната на скита, която се попълва от различни дарения и пожертвувания и която в края на срока на длъжността си той предава на своя приемник.